# Alexander van Maasdijk
Alexander Henri Robert van Maasdijk (Brussel, 1 oktober 1856 - Rotterdam, 4 maart 1931) was een Nederlandse schilder.

## Leven en werk
Van Maasdijk werd geboren in Brussel, waar zijn uit Nederland afkomstige vader Henricus (Henri) van Maasdijk (1807-1873) predikant was. Hij studeerde aan de Koninklijke Academie voor Schone Kunsten van Brussel en woonde vervolgens enige tijd in Düsseldorf. In 1881 verhuisde hij naar Katwijk aan Zee en twee jaar later naar Rotterdam.
In Rotterdam was hij van 1892 tot 1920 docent aan de Academie van Beeldende Kunsten en Technische Wetenschappen. Leerlingen van hem waren onder anderen Constant Joseph Alban, Wim de Groot, Pieter den Besten, Henk Chabot, Martinus Leonardus Middelhoek, George Pletser, Gerrit Willem van Yperen, Jan Kamman en Huibert Antonie Ravenswaaij. Hij was bekend als historie- en genreschilder. Hij woonde aan het eind van zijn leven aan de Noordblaak in Rotterdam. 

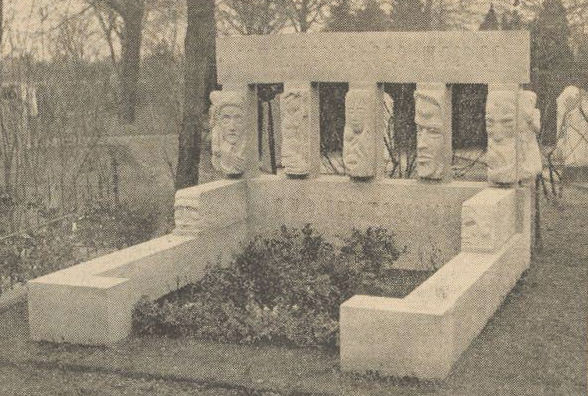
Grafmonument van Alexander van Maasdijk, 1932

Alexander van Maasdijk werd begraven op de Algemene Begraafplaats Crooswijk. Zijn grafmonument met gebeeldhouwde hoofden werd gemaakt door negen van zijn leerlingen, onder wie Chabot, Leendert Bolle, Lucas Wensing, Adriaan van der Plas, Herman Bieling en Rachel van Dantzig. Het monument is niet meer in de originele staat.